# Paul Oswald Ahnert
Paul Oswald Ahnert (ur. 22 listopada 1897 w Chemnitz, zm. 27 lutego 1989 w Sonnebergu) – niemiecki astronom.
Zdobył w swoim kraju rozgłos dzięki publikowaniu w latach 1948–1988 rocznego kalendarza wydarzeń astronomicznych („Kalender für Sternenfreunde”). Walczył w I wojnie światowej, po dojściu Hitlera do władzy w 1933 roku został uwięziony w obozie koncentracyjnym. Po zwolnieniu utrzymywał się przy życiu z dorywczych prac, aż do 1938 roku, gdy inny astronom, Cuno Hoffmeister, zaprosił go do pracy w obserwatorium w Sonnebergu. W 1952 ożenił się z poznaną w Sonnebergu astronom Ewą Rohlfs.
Na jego cześć nazwano planetoidę (3181) Ahnert.

## Wybrane publikacje
- Die veränderlichen Sterne der nördlichen Milchstraße. Part 4. (razem z C. Hoffmeisterem) Veröffentlichungen der Sternwarte zu Sonneberg (1947)
- Der Lichtwechsel von 46 hellen Mirasternen., Akademie-Verlag, Berlin (1954)
- Astronomisch-chronologische Tafeln für Sonne, Mond und Planeten., J. A. Barth Verlag, Leipzig (1960, 1961, 1965)
- Beobachtungsobjekte für Liebhaberastronomen., J. A. Barth Verlag, Leipzig (1961 a. 1968)
- Mondkarte in 25 Sektionen. (razem z W. G. Lohrmannem i innymi), J. A. Barth Verlag, Leipzig (1963)
- Astronomische Abhandlungen. (razem z C. Hoffmeisterem), J. A. Barth Verlag, Leipzig (1965)
- Kleine praktische Astronomie. Hilfstabellen und Beobachtungsobjekte. J. A. Barth Verlag, Leipzig (1986) ISBN 3-335-00000-5
- Kalender für Sternenfreunde. Astronomisches Jahrbuch. (pod red. P. Ahnerta), J. A. Barth Verlag, Leipzig (coroczne wydania: 1948–1988); kontynuowany jako...
  - Ahnerts Kalender für Sternenfreunde. Astronomisches Jahrbuch. (pod red. R. Luthardt), J. A. Barth Verlag, Leipzig (pięć edycji: 1989–1993)
  - Sonneberger Jahrbuch für Sternenfreunde. (pod red. Rainer Luthardt), Herri Deutsch Verlag, Frankfurt am Main (sześć wydań: 1994–2000); ostatnie wydanie: Sonneberger Jahrbuch für Sternenfreunde. 2000. ISBN 3-8171-2000-1
  - Ahnerts Astronomisches Jahrbuch. Den Himmel beobachten und verstehen., Verlag Sterne und Weltraum, Heidelberg (coroczne wydania od 1994)